# Pygommatius brevicornis
Pygommatius brevicornis är en tvåvingeart som först beskrevs av Charles Howard Curran 1927.  Pygommatius brevicornis ingår i släktet Pygommatius och familjen rovflugor.
Artens utbredningsområde är Kongo. Inga underarter finns listade i Catalogue of Life.